# Championnat d'Aruba de football
Le championnat d'Aruba de football, plus connu sous l'appellation Division di Honor, est le championnat national de première division d'Aruba. Il a été créé en 1960 et est organisé depuis 1985 par la Fédération d'Aruba de football. 

## Histoire
Entre 1960 et 1985, le championnat local servait de qualification pour la Kopa Antiano, le championnat des Antilles néerlandaises. Seuls deux clubs arubais ont remporté la Kopa Antiano : le Racing Club Aruba en 1965 et le SV Estrella en 1970.
Depuis 1985 et l'acquisition par l'île d'Aruba d'un statut plus autonome vis-à-vis des Antilles néerlandaises, la compétition est devenue un championnat à part entière. Le champion d'Aruba a le droit de participer au Caribbean Amateur Club Championship.

## Palmarès

### Par année

#### Au sein des Antilles néerlandaises
- 1960 : Racing Club Aruba
- 1961 : SV Dakota
- 1962-1963 : SV Dakota
- 1963-1964 : SV Dakota
- 1964-1965 : Racing Club Aruba
- 1965-1966 : SV Dakota
- 1966-1967 : SV Dakota
- 1967-1968 : Racing Club Aruba
- 1968-1969 : SV Estrella
- 1969-1970 : SV Dakota
- 1970-1971 : SV Dakota
- 1971-1972 : SV Dakota
- 1973 : SV Estrella
- 1974 : SV Dakota
- 1975 : SV Bubali
- 1976 : SV Dakota
- 1977 : SV Estrella
- 1978 : Racing Club Aruba
- 1979 : Racing Club Aruba
- 1980 : SV Dakota
- 1981 : SV Dakota
- 1982 : SV Dakota
- 1983 : SV Dakota
- 1984 : San Luis Deportivo
- 1985 : SV Estrella

#### Depuis l'acquisition du statut autonome
- 1986 : Racing Club Aruba
- 1987 : Racing Club Aruba
- 1988 : SV Estrella
- 1989 : SV Estrella
- 1990 : SV Estrella
- 1991 : Racing Club Aruba
- 1992 : SV Estrella
- 1993 : River Plate Aruba
- 1994 : Racing Club Aruba
- 1995 : SV Dakota
- 1996 : SV Estrella
- 1997 : River Plate Aruba
- 1998 : SV Estrella
- 1999 : SV Estrella
- 2000 : Deportivo Nacional
- 2001 : Deportivo Nacional
- 2002 : Racing Club Aruba
- 2003-2004 : Deportivo Nacional
- 2004-2005 : SV Britannia
- 2005-2006 : SV Estrella
- 2006-2007 : Deportivo Nacional
- 2007-2008 : Racing Club Aruba
- 2008-2009 : SV Britannia
- 2009-2010 : SV Britannia
- 2010-2011 : Racing Club Aruba
- 2011-2012 : Racing Club Aruba
- 2012-2013 : SV La Fama
- 2013-2014 : SV Britannia
- 2014-2015 : Racing Club Aruba
- 2015-2016 : Racing Club Aruba
- 2016-2017 : Deportivo Nacional
- 2017-2018 : SV Dakota
- 2018-2019 : Racing Club Aruba
- 2019-2020 : Compétition abandonnée
- 2021 : SV Deportivo Nacional (non officiel)
- 2021-2022 : SV Dakota
- 2022-2023 : Racing Club Aruba[1],[2]
- 2023-2024 : SV Britannia

### Performance par club
| Club                  | Ville      | Titres | Dernier titre |
| --------------------- | ---------- | ------ | ------------- |
| SV Dakota             | Oranjestad | 17     | 2022          |
| SV Racing Club Aruba  | Oranjestad | 17     | 2023          |
| SV Estrella           | Santa Cruz | 12     | 2006          |
| SV Deportivo Nacional | Noord      | 5      | 2017          |
| SV Britannia          | Paradera   | 5      | 2024          |
| River Plate Aruba     | Oranjestad | 2      | 1997          |
| SV La Fama            | Savaneta   | 1      | 2013          |
| SV Bubali             | Noord      | 1      | 1975          |
| SV San Luis Deportivo | Savaneta   | 1      | 1984          |